# Kallipateira av Rhodos
Kallipateira av Rhodos (Grekiska: Καλλιπάτειρα), död efter 388 f.Kr., var en grekisk idrottstränare. 
Hon härstammade från en framstående familj av idrottare i Ialysos på Rhodos. Hon var dotter till Diagoras från Rhodos, olumpisk medaljör i boxning, och syster till Damagetos, Akousilaos och Dorieus , även de prisbelönta idrottare. Hon gifte sig med en annan idrottare, som tränade hennes son Peisirodus inför olympiska spelen. Då hennes make avled innan tävlingen 404, fortsatte hon själv träna sin son in för spelen. 
Under tävlingen 388 f.Kr. släpptes hon in på den delen av spelen som var förbjudna för kvinnor genom att klä ut sig till man och posera som sin sons manliga tränare. Hon kunde därmed se honom tävla från en sektion reserverad för tränare. När Peisirodus vann och hyllades som segrare, glömde hon sig, hoppade ut på arenan för att omfamna sin son, varpå hennes kön upptäcktes. Detta räknades som ett brott, men hennes far, bröder och son, som alla var medaljörer, bad framgångsrikt om att hon skulle slippa straff. För att undvika ytterligare brott mot regeln infördes dock regeln att idrottstränarna i fortsättningen skulle kroppsvisteras. 